# Kilonowa
Kilonowa (ang. kilonova) – zjawisko astronomiczne polegające na zderzeniu dwóch gwiazd zdegenerowanych (np. gwiazd neutronowych) lub gwiazdy neutronowej i czarnej dziury, które jest najprawdopodobniej odpowiedzialne za bardzo krótkie rozbłyski gamma. W wybuchach typu kilonowa wytwarzane są bardzo duże ilości ciężkich metali w ramach procesu r.
Nazwa zjawiska pochodzi od połączenia dwóch słów kilo (tysiąc) i nowa i oznacza, że typowa kilonowa wybucha z mocą tysięcy zwykłych nowych klasycznych.
Zderzenia tego typu obiektów były badane między innymi przez polskiego astronoma Bohdana Paczyńskiego, który wraz z Li-Xin Li opracował pierwsze teoretyczne modele takich zderzeń.
Pierwszym odkrytym tego typu zjawiskiem jest prawdopodobnie rozbłysk gamma GRB 130603B.
12 marca 2018 ponad 30 radioteleskopów zbadało kilonową SSS17a, powstałą w wyniku połączenia dwóch gwiazd neutronowych w galaktyce NGC 4993. Zjawisku towarzyszyła emisja fal grawitacyjnych (sygnał GW170817), zarejestrowana 17 sierpnia 2017 roku.